# Pico Humboldt
Pico Humboldt é o segundo pico mais alto da Venezuela, com cerca de 4.940 metros acima do nível do mar. Está localizado na Sierra Nevada de Mérida, nos Andes da Venezuela (estado de Mérida). Com um nível de precipitação anual de 950 mm.